# Быдгощский технологический университет
Быдгощский технологический университет имени Яна и Анджея Снядецких (пол. Politechnika Bydgoska im. Jana i Jędrzeja Śniadeckich, PBŚ) — крупнейший и старейший государственный университет в Быдгоще, административном центре Куявско-Поморского воеводства в Польше. Носит имя братьев Яна Снядецкого (1756—1830) и Анджея Снядецкого (1768—1838).

## Вечернее инженерное училище (1951—1964)
Основан постановлением Совета Министров ПНР от 10 января 1952 года, вступившим в силу 1 сентября 1951 года, как Вечернее инженерное училище (Wieczorowa Szkoła Inżynierska, WSI) с двумя факультетами — механическим и химическим. Инициатором создания выступило быдгощское отделение Общества польских инженеров и техников-механиков (SIMP), основанного в 1926 году Генриком Межеевским (1881—1929). Химический факультет имел отделения на Иновроцлавском содовом заводе в Монтвах близ Иновроцлава и на химическом заводе (производство взрывчатых веществ) в Ленгново (ныне район Быдгоща). Первым ректором был химик Эрнест Пишингер (1905—1980). В 1951—1953 годах деканом отделения химического факультета в Быдгоще был директор химического завода в Быдгоще, будущий министр химической промышленности Ежи Ольшевский (1921—1981).
Первоначально ректорат и механический факультет находились в здании на ул. Сигизмунда Августа, 20. В 1952 году Вечернее инженерное училище получило несколько лекционных залов в здании на ул. Кордецкого, 20 в Быдгоще, где находилось профессионально-техническое училище. Часть занятий механического факультета в 1952—1953 годах проходила в здании механико-электрического техникума на ул. Святой Троицы, 37. В 1954 году здание на ул. Кордецкого, 20 было передано целиком Вечернему инженерному училищу.
В 1957 году химический факультет приостановил свою деятельность.
В апреле 1961 года по соглашению с Министерством коммуникаций создан факультет телекоммуникаций.

## Высшая инженерная школа (1964—1974)
Постановлением Совета Министров ПНР от 12 сентября 1964 года Вечернее инженерное училище преобразовано в Высшую инженерную школу (Wyższa Szkoła Inżynierska, WSI) с дневной, вечерней и заочной формами обучения.
В 1964 году создан факультет телекоммуникаций и электротехники (на базе факультета телекоммуникаций), а в 1965 году — факультет общего машиностроения с двумя направлениями подготовки: механическим и электрическим. На заочной и вечерней формах обучения было 4 направления: механика, химия, электротехника и строительство. В мае 1966 года был возобновлен факультет химической технологии, разместившийся в здании по адресу ул. Семинарии, 3. В 1967 году создан факультет гражданского строительства с двумя направлениями подготовки: городское и промышленное строительство и дорожное и уличное строительство. В 1968 году факультет гражданского строительства получил в своё распоряжение здание на ул. Гродзкой, 18–22.
18 ноября 1968 года Высшей инженерной школе в Быдгоще было присвоено имя Яна и Анджея Снядецких.
Параллельно в середине 1960-х годов создан филиал Познанской высшей сельскохозяйственной школы. В 1972 году Познанская высшая сельскохозяйственная школа преобразована в Сельскохозяйственную академию, а её быдгощский филиал — в сельскохозяйственный факультет с зоотехническим отделением. Факультет занимал здание на ул. Бернардинской, 6 (с 1967), здание на ул. Мазовецкой, 28 (с 1968) и в деревне Осельско.

## Технико-cельскохозяйственная академия (1974—2006)
В 1974 году по инициативе ректора Высшей инженерной школы Станислава Келана произошло слияние Высшей инженерной школы с быдгощским филиалом Сельскохозяйственной академии в Познани с созданием Технико-cельскохозяйственной академии (Akademia Techniczno-Rolnicza, ATR). Первым ректором стал химик Ежи Рошак (1916—1993).
19 июля 1974 года заложен фундамент кампуса в новом районе Быдгоща — Фордоне. 
В 1977 году завершена первая очередь кампуса, включавшая общежитие и корпуса факультета телекоммуникаций и электротехники. 10 октября 1977 года на территории нового корпуса Технико-cельскохозяйственной академии состоялась торжественная церемония открытия 1977/1978 учебного года. 
Польша в 1970-е годы столкнулась с серьёзными экономическими проблемами, что привело к замедлению строительства кампуса. К 1981 году были готовы второе общежитие, библиотека и столовая. В середине 1980-х годов строительство кампуса было приостановлено, в новый кампус начали переезжать механический и сельскохозяйственный факультет. В 1992 году состоялся переезд факультета гражданского строительства из здания по ул. Гродзкой. В том же году из деревни Осельско переехала кафедра сельскохозяйственных машин и транспортных средств. В 1998 году состоялся переезд факультета машиностроения из здания на ул. Кордецкого, 20.
В 2001 году на территории кампуса открыт новый корпус Auditorium Novum с аудиторией на 550 мест.

## Естественно-технологический университет (2006—2021)
Решением Сената университета Технико-cельскохозяйственная академия преобразована в Естественно-технологический университет (Uniwersytet Technologiczno-Przyrodniczy, UTP). Название присвоено Законом от 18 октября 2006 года о новых наименованиях некоторых государственных учебных заведений, принятым Сеймом. Этот закон торжественно подписал 30 октября во время визита в университет президент Лех Качиньский.
В 2005—2007 годах на территории кампуса построен Региональный инновационный центр (RCI).
В 2007 году создан факультет управления, который занимает здание на ул. Фордонской, 430.
Университет участвовал в создании промышленно-технологического парка в 2004 году. В 2009 году часть парка вошла в состав Поморской специальной экономической зоны (PSSE).

## Быдгощский технологический университет (с 2021)
В 2021 году Естественно-технологический университет преобразован в Быдгощский технологический университет.
Факультет дизайна создан 1 января 2022 года путём выделении кафедры дизайна интерьера из состава факультета строительства, архитектуры и экологической инженерии и кафедры дизайна из состава факультета машиностроения.
В 2023 году открыт медицинский факультет. В 2024 году университету передана многопрофильная городская больница имени Эмиля Варминьского.

## Факультеты
Университет имеет восемь факультетов:
- факультет строительства, архитектуры и экологической инженерии
- факультет сельского хозяйства и биотехнологии
- факультет животноводства и биологии
- факультет механической инженерии
- факультет дизайна
- факультет технологии и химической инженерии
- факультет телекоммуникаций, информационных технологий и электротехники
- факультет управления
- медицинский факультет